# Eunidia ochreoornata
Eunidia ochreoornata là một loài bọ cánh cứng trong họ Cerambycidae.